# Vintarjevec
Vintarjevec este o localitate din comuna Šmartno pri Litiji, Slovenia, cu o populație de 150 de locuitori.